# 滑雪板

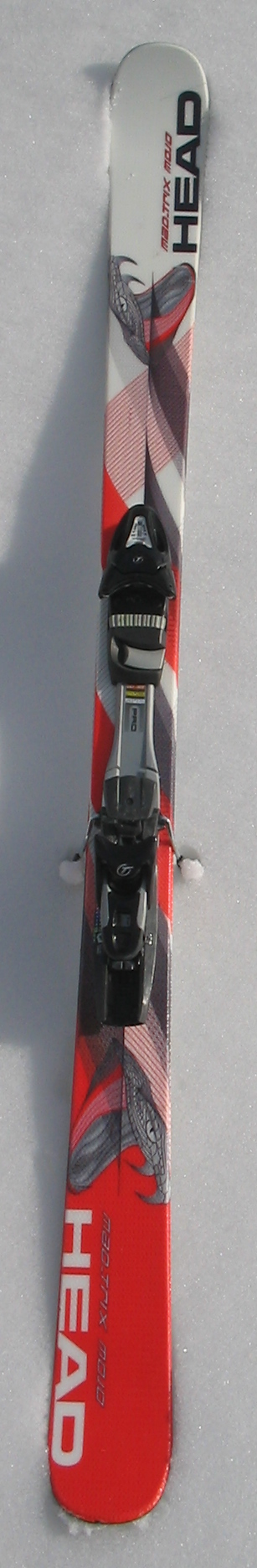
一种高山滑雪板

滑雪板是一种通过使用者穿戴于脚上，以此帮助滑雪者在雪上滑行的工具。初期使用于游览区救援，现在主要用于体育和娱乐方面。

## 发展历史
滑雪板发明于20世纪初的北欧，用来提高滑雪者在滑雪时的速度。由于科技的不断进步，滑雪板已经分化为很多不同的种类。

## 制作
滑雪板起初是由木头做的，但现在的滑雪板是由多种材料混合制成的，包括玻璃纤维、芳纶纤维、钛以及其他聚合物或复合材料如碳纤维。
大多数的滑雪板长而薄，前后端向上弯曲，以防在滑雪时滑雪板将雪挖起。

## 类型
滑雪板根据不同情况、要求，有很多种类。以下为滑雪板的种类。

### 高山滑雪板
由于现代体育在中间19世纪挪威的开始滑雪的设计有了很大发展。现代滑雪板一般有钢边，外倾角，侧切，并有可能反向弯度。在20世纪90年代侧切割更加明显，使其更容易做出割雪轉向的動作。高山滑雪板通常有固定脚后跟绑定。专门类型的高山滑雪板的某些用途存在，包括双尖滑雪板自由泳滑雪，高山滑雪巡回演出，和monoski。

## 其他用途

### 在车辆上使用
在有雪的地方，可以在轮胎上加装滑雪板在雪中行进。最佳例子就是滑雪车，此外还有雪橇车等使用雪橇。

### 现代滑雪艺术
由于运动的普及，滑雪运动也是21世纪现代艺术家的创作主题。